# رافاييل إسكالانتي
رافاييل إسكالانتي (بالإسبانية: Rafael Escalante)‏ هو لاعب كرة قدم مكسيكي، ولد في 25 فبراير 1995. لعب مع تامبيكو ماديرو.